# أكتيف رايد: الفريق الثامن من قسم الاقتحام المتنقل
أكتيف رايد: الفريق الثامن من قسم الاقتحام المتنقل (باليابانية: アクティヴレイド 機動強襲室第八係 ، بالروماجي: Akutivu Reido Kidō Kyōshūshitsu Daihachigakari) هو مسلسل أنمي ياباني تلفزيوني، أنتج من قبل استوديو برودكشن آي إم إس بالتعاون مع استوديو أورنج، تم تقسيم الأنمي إلى موسمين، عرض الموسم الأول في 7 يناير عام 2016،  وعرض الموسم الثاني في يوليو عام 2016، وانتهى عرضه في 27 سبتمبر عام 2016.

## القصة
تدور أحداث في المستقبل، وبسبب كثرة الجرائم الخطيرة في جميع أنحاء العالم، تبدأ قوات الشرطة باستخدام تقنية البدلات المتنقلة المدرعة تعرف باسم أكتيف.

## الشخصيات
أساري كازاري (باليابانية: 花咲里 あさみ، بالروماجي: Kazari Asami)
مؤدية الصوت: أري أوزاوا
تاكيرو كوروكي (باليابانية: 黒騎 猛، بالروماجي: Kuroki Takeru)
مؤدي الصوت: نوبوناغا شيمازاكي
سويتشيرو سينا (باليابانية: 瀬名 颯一郎، بالروماجي: Sena Sōichiro)
مؤدي الصوت: تاكاهيرو ساكوراي
هاروكا هوشيميا (باليابانية: 星宮 はるか، بالروماجي: Hoshimiya Haruka)
مؤدية الصوت: شيزوكا إيشيغامي
رين يامابوكي (باليابانية: 山吹 凛، بالروماجي: Yamabuki Rin)
مؤدية الصوت: ماسايو كوراتا
ياسوهارو فوناساكا (باليابانية: 舩坂 康晴، بالروماجي: Funasaka Yasuharu)
مؤدي الصوت: تورو أوكاوا
مادوكا أمانو (باليابانية: 天野 円، بالروماجي:  Amano Madoka)
مؤدية الصوت: ساوري أونيشي
سادو ناميهي (باليابانية: 佐渡 波平، بالروماجي: Namihei Sado)/كيو كاي - سان (باليابانية: 協会さん، بالروماجي: Kyōkai-san)
مؤدي الصوت: كوسكي توريومي
إيميليا إيديلمان (باليابانية: エミリア・エデルマン، بالروماجي: Emiria Ederuman)
مؤدية الصوت: يوكاري تامورا
ماريمو كابوراغي (باليابانية: 鏑木 まりも، بالروماجي: Kaburagi Marimo)
مؤدية الصوت: أيمي ناناكا

## وصلات خارجية
- الموقع الرسمي (باليابانية)
- أكتيف رايد: الفريق الثامن من قسم الاقتحام المتنقل على موقع IMDb (الإنجليزية)
- أكتيف رايد: الفريق الثامن من قسم الاقتحام المتنقل على موقع فيلمافينيتي (الإسبانية)
- أكتيف رايد: الفريق الثامن من قسم الاقتحام المتنقل على موقع كينوبويسك (الروسية)
- أكتيف رايد: الفريق الثامن من قسم الاقتحام المتنقل على موقع قاعدة بيانات الفيلم (الإنجليزية)
- أكتيف رايد: الفريق الثامن من قسم الاقتحام المتنقل على موقع ANN anime (الإنجليزية)